# 张其弦
张其弦（1922年—1961年12月14日），男，湖南邵阳人。中国土木工程师。1961年12月在也门援建时不幸遭遇车祸身亡。

## 生平
1922年生于湖南邵阳县仙槎桥南市铺。1945年毕业于湖南大学土木工程系，获硕士学位。毕业后从事公路勘测设计工作。1950年开始担任交通部华南工程处工程师，参与海口至五指山公路及通什大桥的勘测设计。1959年1月，被交通部委任为“援建也门荷台达—萨那公路专家组”副组长。赴也门途中，在埃及首都开罗作短暂停留，考察埃及新建的柏油公路。到也门后，积极参与野外测量工作。
1961年12月，张其弦和同事在荷台达—萨那公路的“卡米—多安段”执行视察任务时，发生翻车事故。张其弦受重伤，被紧急送往医院。12月14日下午因医治无效在萨那逝世。灵柩葬在也门首都萨那郊区的阿特尔地区。

## 纪念
为纪念张其弦烈士，在也门首都萨那修建了“中国援也烈士陵园”，时任中国副总理兼外交部长陈毅亲笔题写碑文“张其弦工程师之墓”。2015年撤馆前，每年清明时节，中国驻也门大使馆都要举行隆重的祭扫仪式。